# David Brandes
David Brandes (ur. 9 grudnia 1968 w Bazylei) – niemiecki muzyk, kompozytor i producent muzyczny.
Pochodzi ze Szwajcarii, ale przyjął obywatelstwo niemieckie.
Jest menedżerem zespołów wykonujących muzykę pop, eurodance m.in. Vanilla Ninja, E-Rotic i Gracia. Komponuje również piosenki. Dla piosenkarza ukrywającego się pod pseudonimem Fancy skomponował m.in.: singel „Come Back And Break My Heart” wydany przez 69-Records of Jupiter Records w listopadzie 1998 roku, singel „D.I.S.C.O.(Lust For Life)” wydany w kwietniu 1999 roku, singel „How Do You Feel Right Now” wydany 29 września 1999 roku.
Był też producentem jego płyt m.in. singel „Flames Of Love '98" wydany w lipcu 1998 roku.